# Григор Мличеци
Григо́р Мличеци́ (или Млчеци, арм. Գրիգոր Մլիճեցի, англ. Grigor Mlchetsi, 1150-е годы (?), Млич (?), Киликия — после 1215, Скевра, Киликия) — армянский каллиграф и художник-миниатюрист. Представитель киликийской (скеврской) живописной школы.

## Биография
Дата и место рождения художника точно неизвестны. Предположительно он родился не ранее 1150-х годов в Мличе. Учителями художника стали Констандин (создатель миниатюр к Венецианскому Евангелию 1193 года, подражание творческой манере Констандина присутствует в работах Григора Мличеци) и Вардан (он упоминается самим Григором Мличеци в памятных записях в качестве священника). Художник работал в Скевре, где, возможно, провел около 40 лет, начиная с 1173 года (существует и точка зрения, что основным местом его работы была не Скевра, а Ромкла). Он является автором миниатюр не менее пяти манускриптов. Наибольшую художественную ценность представляют миниатюры к «Книге скорбных песнопений» Григора Нарекаци и миниатюры Скеврского (другое название по месту длительного хранения — Львовского) Евангелия.
Иллюстрации к «Книге скорбных песнопений» были созданы по заказу архиепископа Тарса Нерсеса Ламбронаци, известного киликийского богослова, руководившего деятельностью Скеврского скриптория. Наиболее ценными в художественном отношении являются четыре изображения Григора Нарекаци: «Григор-философ» (л. 7об.), «Григор-стражник» (л. 55об.), «Григор-отшельник» (л. 120об.), «Григор Нарекаци, преклоняющий колени перед Христом» (л. 178об., название портрета не читается). Изображения сюжетно связаны с текстом 72-й главы «Книги скорбных песнопений». На каждой из миниатюр Григор Нарекаци изображен с нимбом и на золотом фоне. Портреты расположены на разворотах рядом с титульными листами глав, так изображали евангелистов в Евангелиях. Некоторые исследователи считают возможным портретное сходство.
Работу по переписке и иллюминированию Скеврского или Львовского Евангелия мастер начал в Мличе, а завершил в Скевре в 1198 или 1199 году. Рукопись долгое время хранилась в армянской общине Львова. Она исчезла во время II мировой войны во время массового переселения местных армян в Польшу. Манускрипт считался утерянным. Он был обнаружен в местечке Гнезно (Польша) в 1993 году, в настоящее время хранится в Национальной библиотеке Польши. Скеврское Евангелие считается одним из лучших произведений раннего этапа киликийской книгописной традиции. А. фон Эув так характеризовал это произведение:

«художественная зрелость и глубина мысли, выдержанность стиля и отточенная техника мастера поражают с первого до последнего листа рукописи; впечатляет его художественное осмысление текста, выражаемое сопровождающими текст иллюстрациями на полях».
С именем художника связывают Тигранакертское Евангелие 1173 года, не дошедшее до нашего времени, и Тохатское Евангелие 1174 года (не сохранилось, существуют чёрно-белые фотографии, в обоих Евангелиях упоминается имя Григора в качестве миниатюриста и писца).
Художник скончался после 1215 года. Именно к этому времени относится последняя иллюстрированная им книга.

## Известные манускрипты
| Год создания | Название                                   | Заказчик             | Место современного хранения             | Примечания |
| ------------ | ------------------------------------------ | -------------------- | --------------------------------------- | --- |
| 1173         | Тигранакертское Евангелие                  | Священник Констандин | Местонахождение неизвестно              | Григор Мличеци — писец и миниатюрист. |
| 1173         | Григор Нарекаци. Книга скорбных песнопений | Нерсес Ламбронаци    | Матенадаран                             | Григор Мличеци — писец и миниатюрист. |
| 1174         | Тохатское Евангелие                        | неизвестен           | Местонахождение неизвестно              | Григор (Мличеци (?)) — миниатюрист и писец. Существуют чёрно-белые фотографии 2 миниатюр — заглавных листов к Евангелию от Луки и Евангелию от Марка. |
| 1198—1199    | Скеврское (Львовское) Евангелие            | Священник Степанос   | Национальная библиотека Польши, Варшава | Григор Мличеци — писец и миниатюрист. |

## Особенности творчества
Для художника характерно использование византийских мотивов и отдельных элементов античного искусства. В целом его творчество укладывается в рамки киликийской школы армянской миниатюры.

## Интересные факты
- В 2001 году в Армении была выпущена почтовая марка, изображающая портрет Григора Нарекаци работы Григора Мличеци.
- Этот же портрет взят за основу и при создании памятной монеты из серебра 2002 года в 100 драм, посвящённой Григору Нарекаци и выпущенной в Армении .

## Галерея

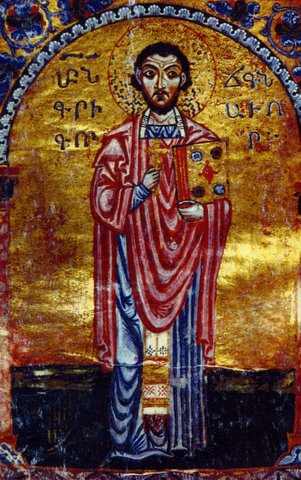
Григор Мличеци. Книга скорбных песнопений. 1173. Портрет Григора Нарекаци.
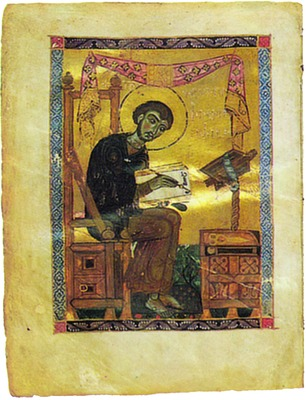
Григор Мличеци. Книга скорбных песнопений. 1173. Портрет Григора Нарекаци.
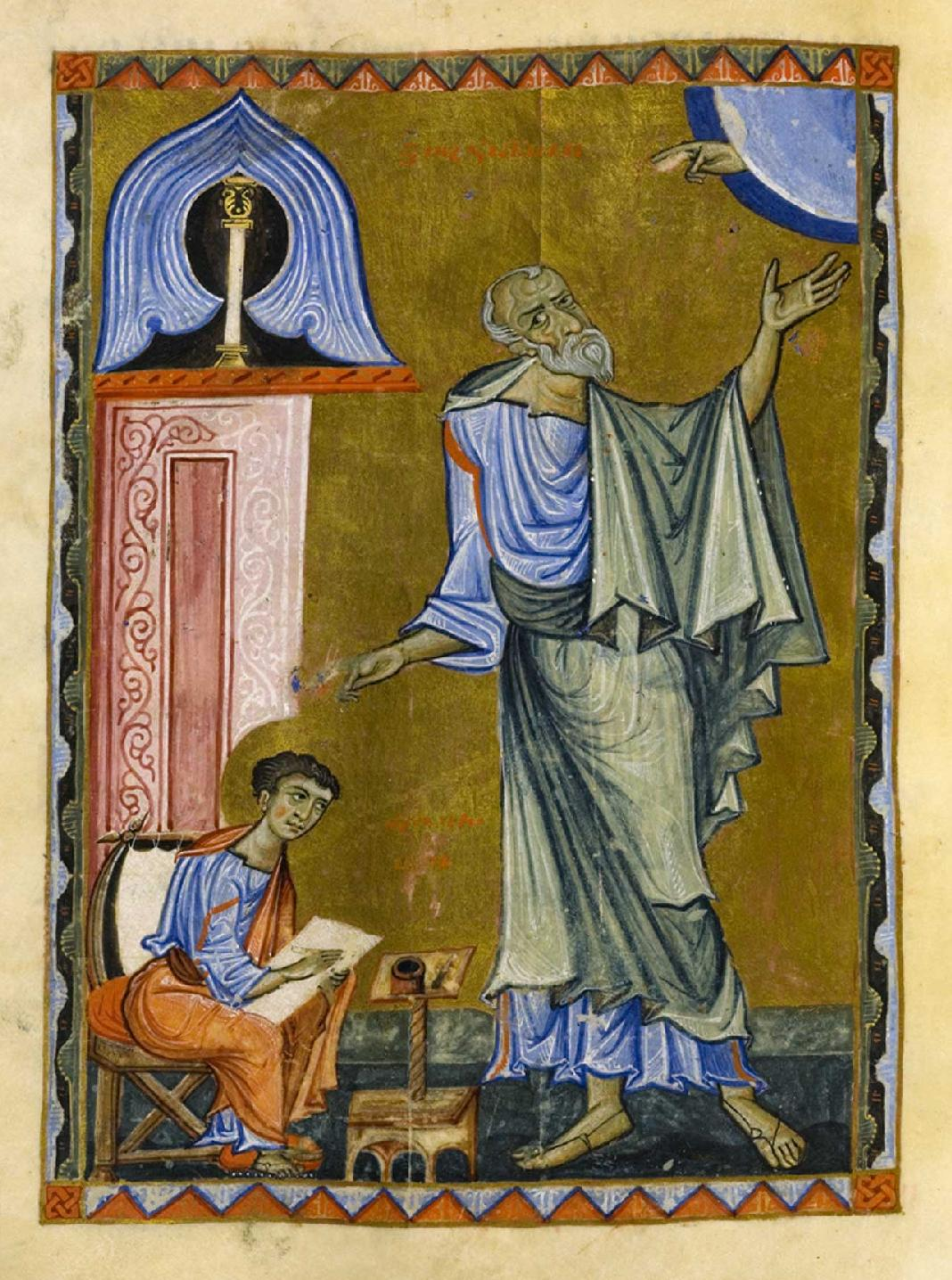
Григор Мличеци. Скеврское Евангелие. 1198—1199.